# Adolf Kreutzfeldt
Adolf Kreutzfeldt (* 4. Juni 1884 in Altona; † 1970) war ein deutscher akademischer Zeichenlehrer und Maler.
Seine Eltern waren der Hauptlehrer Martin Louis Christian Kreutzfeldt und dessen Ehefrau Dorothea Henriette Mathilde, geb. Peickner. Seit 1910 war Adolf Kreutzfeldt Zeichenlehrer am Gymnasium in Greifswald. Er wurde auch akademischer Zeichenlehrer an der Universität und begann 1928 mit dem Aufbau einer Grafischen Sammlung, die bis 1932 30 Werke zeitgenössischer deutscher Künstler enthielt. 1937 waren es schon 66 Blätter, von denen 14 Werke z. B. von Ernst Barlach, Karl Hofer, Otto Dix und Emil Nolde durch die Reichskunstkammer als „entartet“ klassifiziert und einzogen wurden. 1945 fasste Kreutzfeldt den noch erhaltenen Bestand zusammen und übergab ihn an das spätere Institut für Kunsterziehung. Heute umfasst die Grafiksammlung des Caspar-David-Friedrich-Instituts für Bildende Kunst und Kunstgeschichte über 500 originale Blätter.
Adolf Kreutzfeldt engagierte sich in den 1920er-Jahren auch für den Aufbau eines Greifswalder Stadt-Museums, einem Vorgänger des Pommerschen Landesmuseums und wurde 1929 dessen erster Direktor. Er wurde mit einer Bronzebüste von Hans Prütz im Eingangsbereich des Museums geehrt.

## Darstellung Kreutzfeldts in der bildenden Kunst
- Hans Prütz: Adolf Kreutzfeldt (Büste; Pommersches Landesmuseum)[3]

## Schriften
- Kurzer Führer durch das Greifswalder Heimatmuseum: Anlässl. d. Eröffnung am 23. Juni 1929. Greifswald
- Das Greifswalder Heimatmuseum: anläßlich des 10jährigen Bestehens November 1935. Greifswald
- Ölbilder, Aquarelle und Graphik: 51. Sonderausstellung im Heimatmuseum ; 15. Dezember 1935 bis 12. Januar 1936. Greifswald
- Haus der Heimat Greifswald: 14. und 15. Jahresbericht 1939 und 1940. Greifswald